# 宽话
宽话是一种缺乏记录的由居住於中国云南省西双版纳傣族自治州景洪县地區由约1,000人使用的南亚语系语言。Li （2005）认为其是孟语支语言。其他分类方案则将其归为佤德昂语支或克木语支.